# شاه‌تره‌ایان

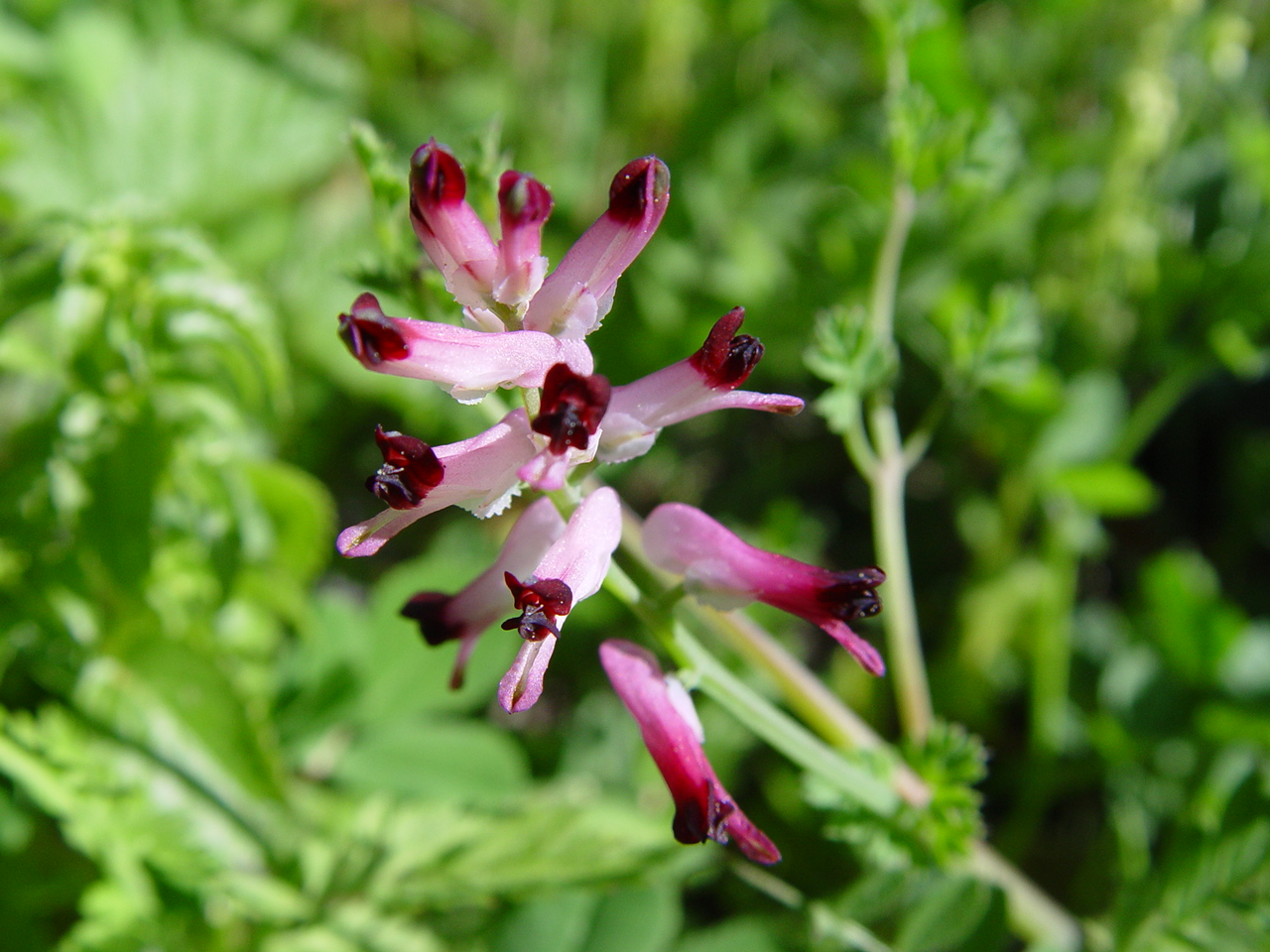
Fumaria muralis

شاه‌تره‌ایان (Fumariaceae) تیره‌ای از شقایق‌سانانِ علفی یک یا چندسالهٔ غده‌ای است که گل‌های نامنظم و مهمیزدار دارند.

## نگارخانه

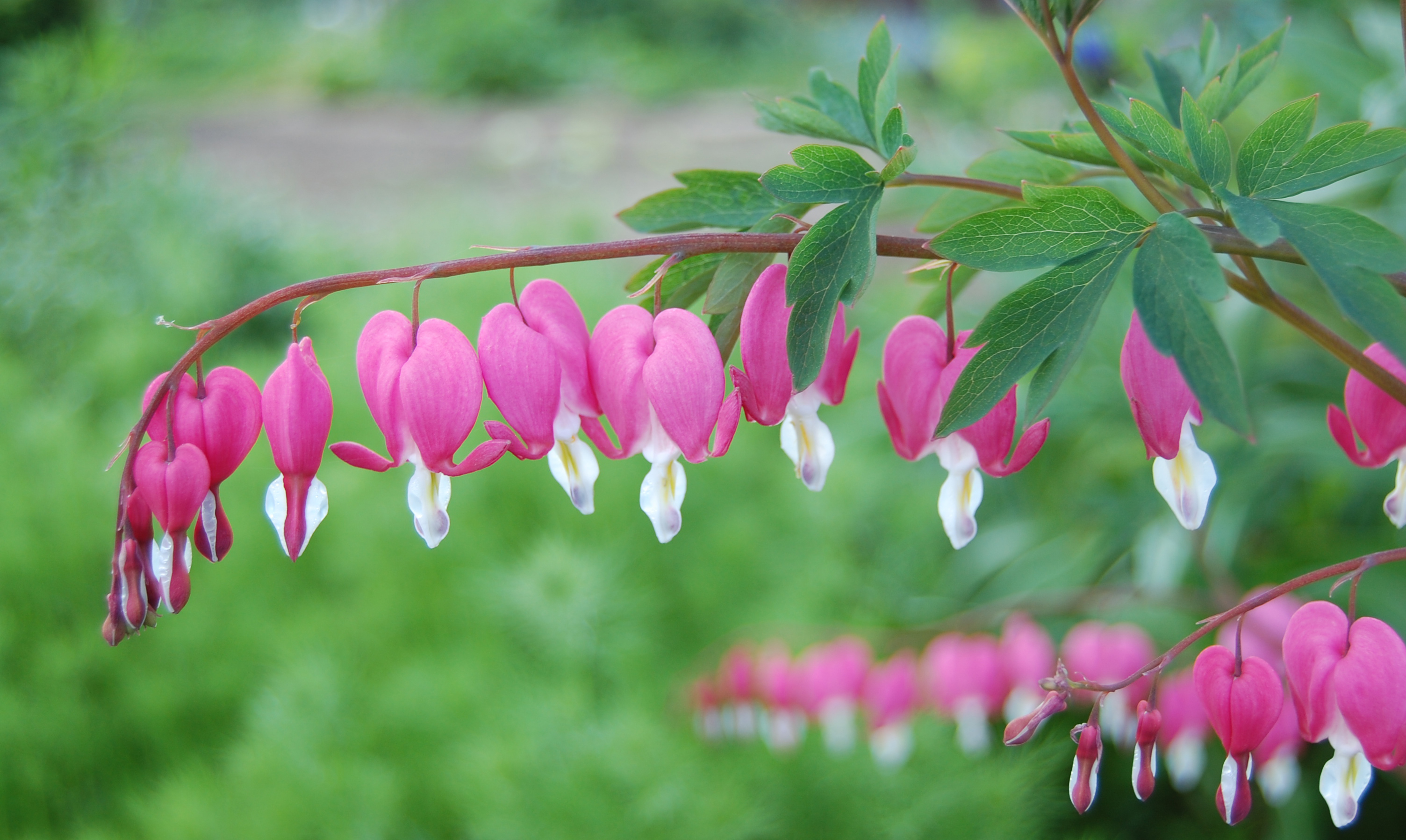
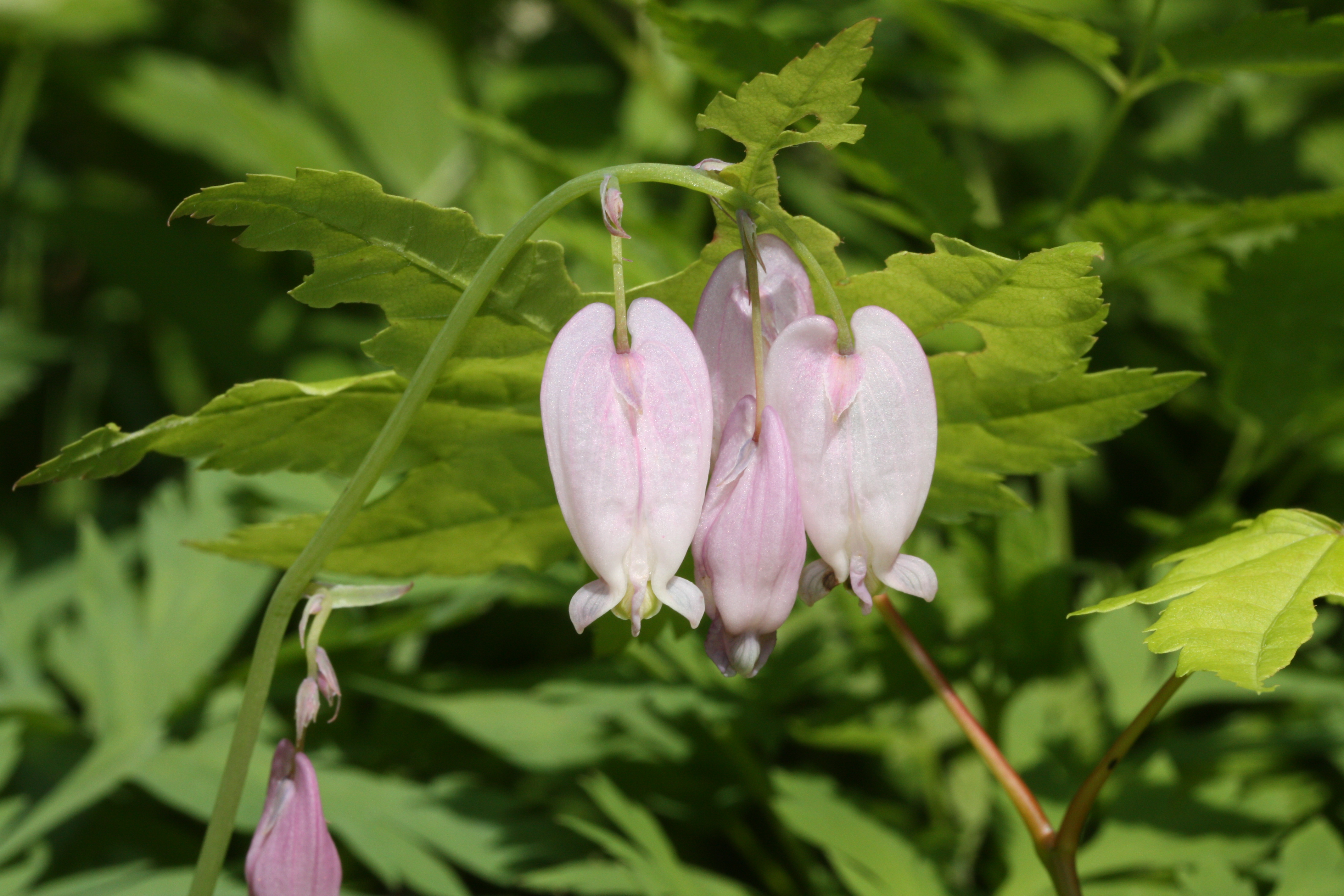
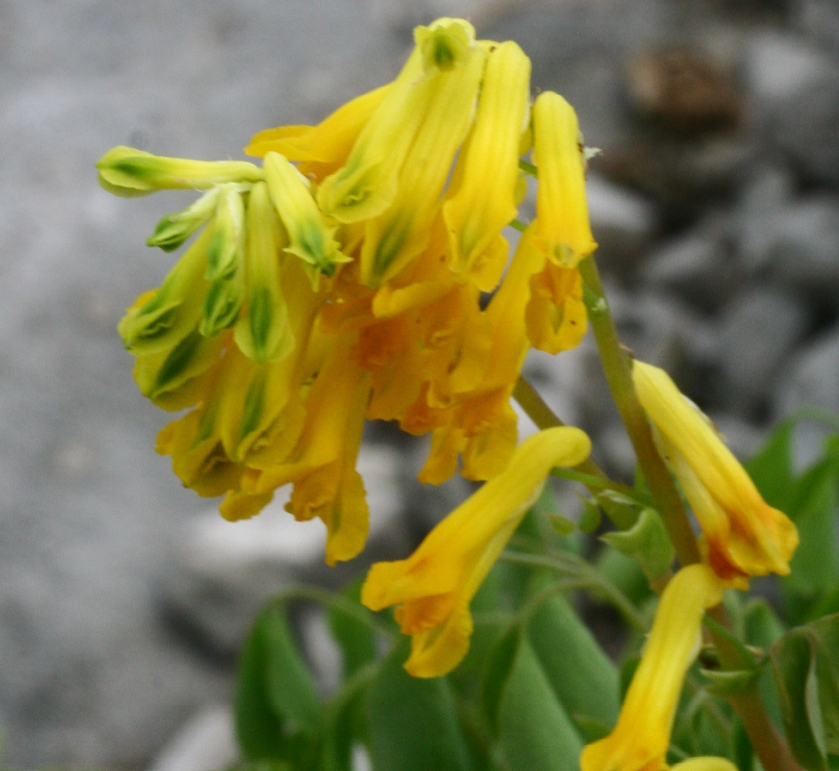
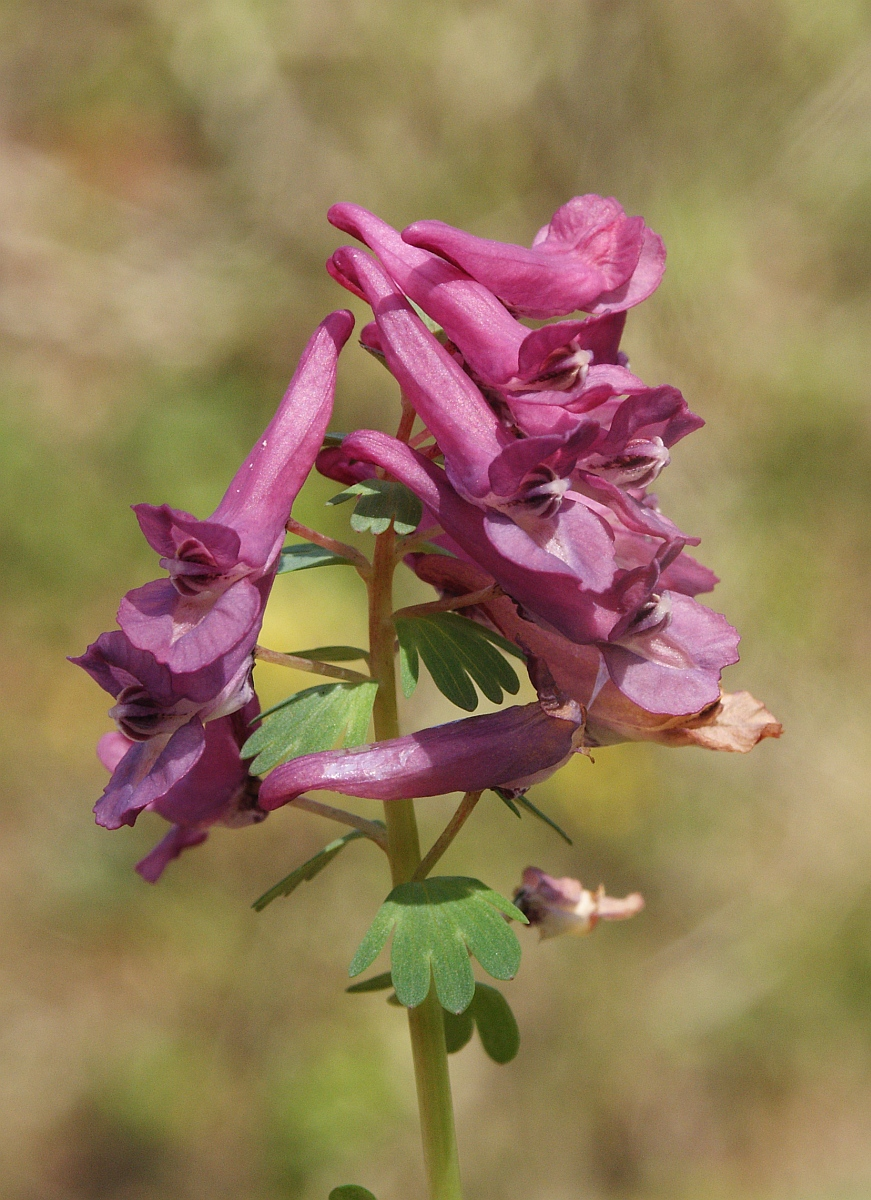
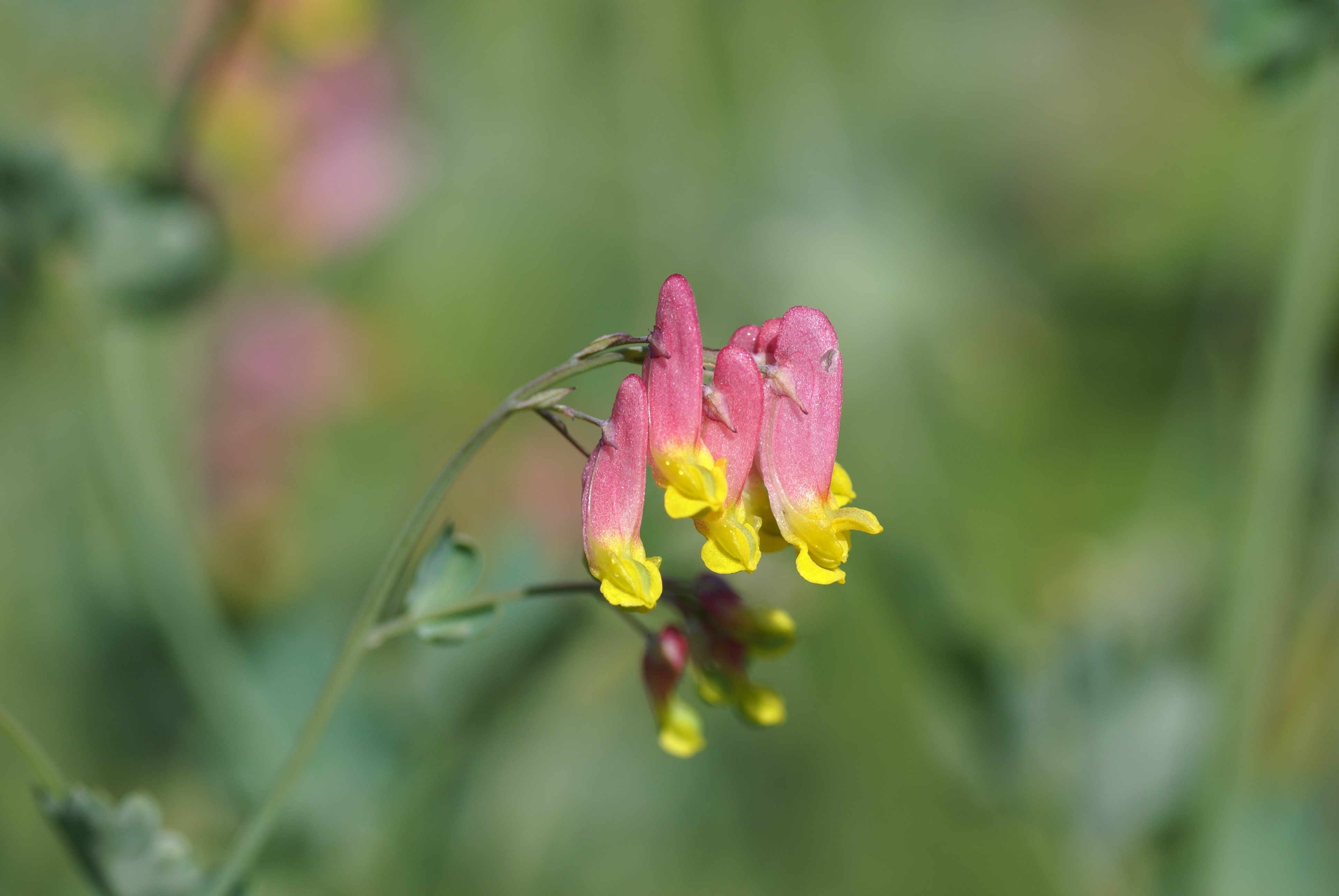
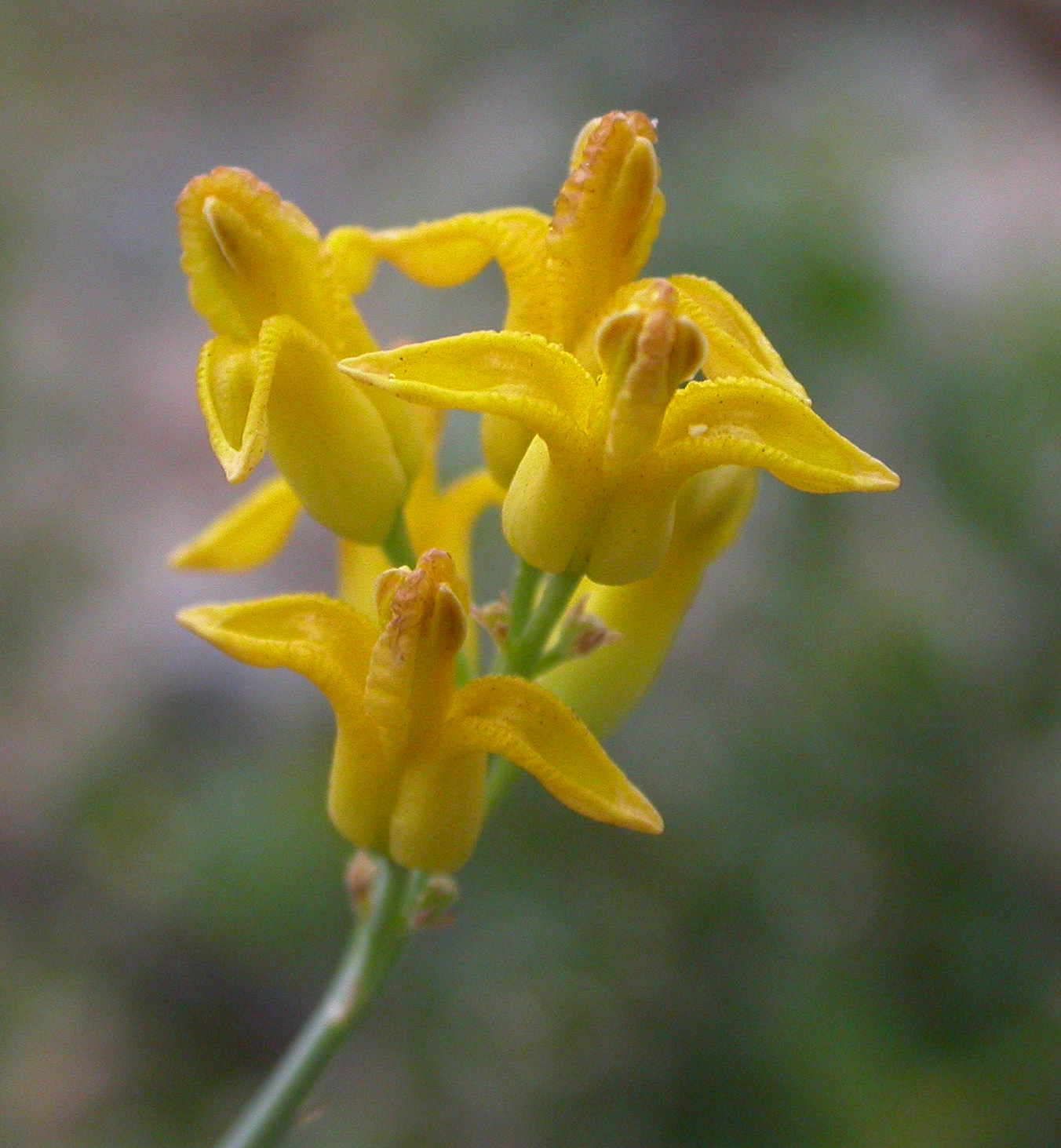
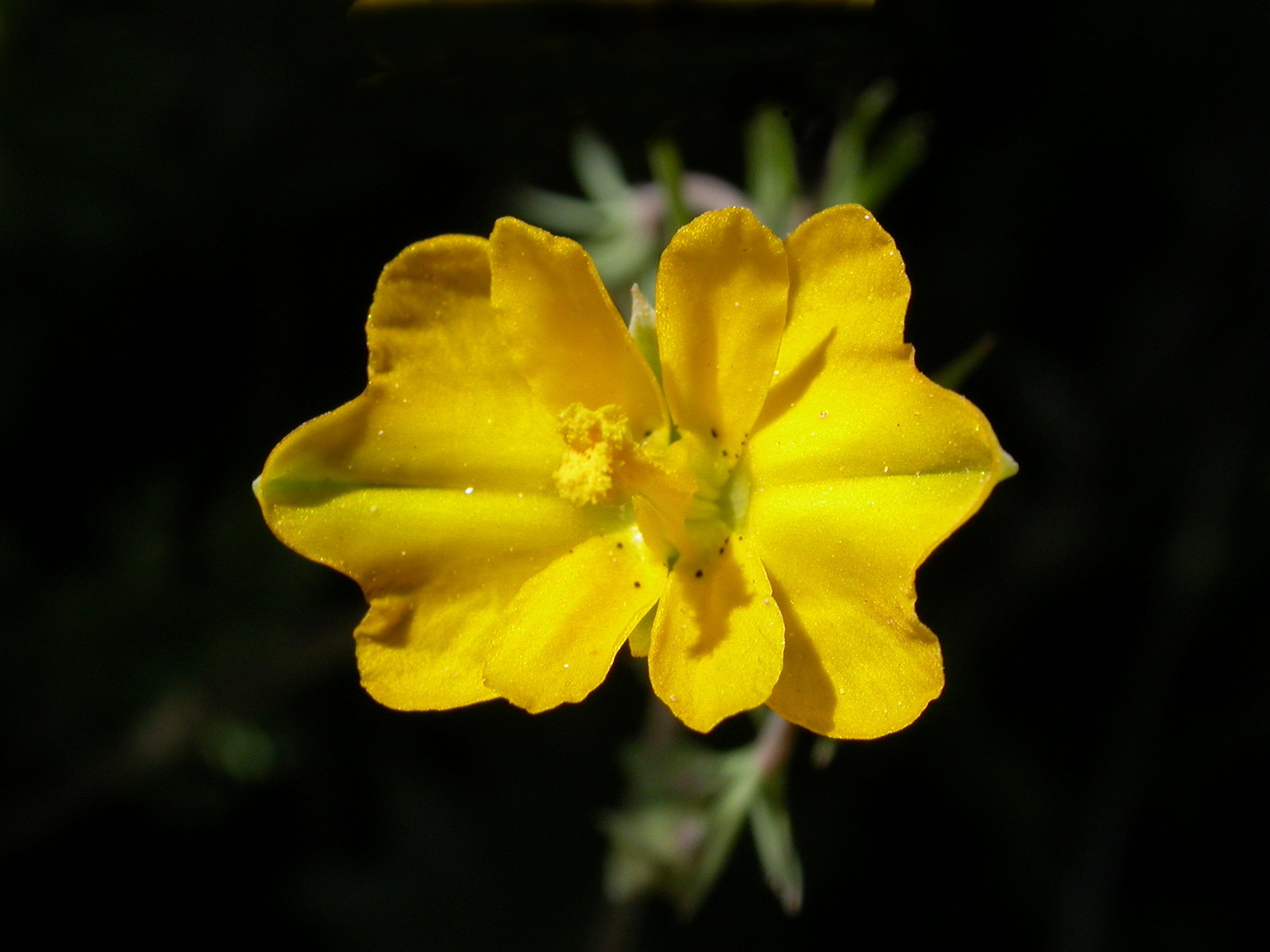
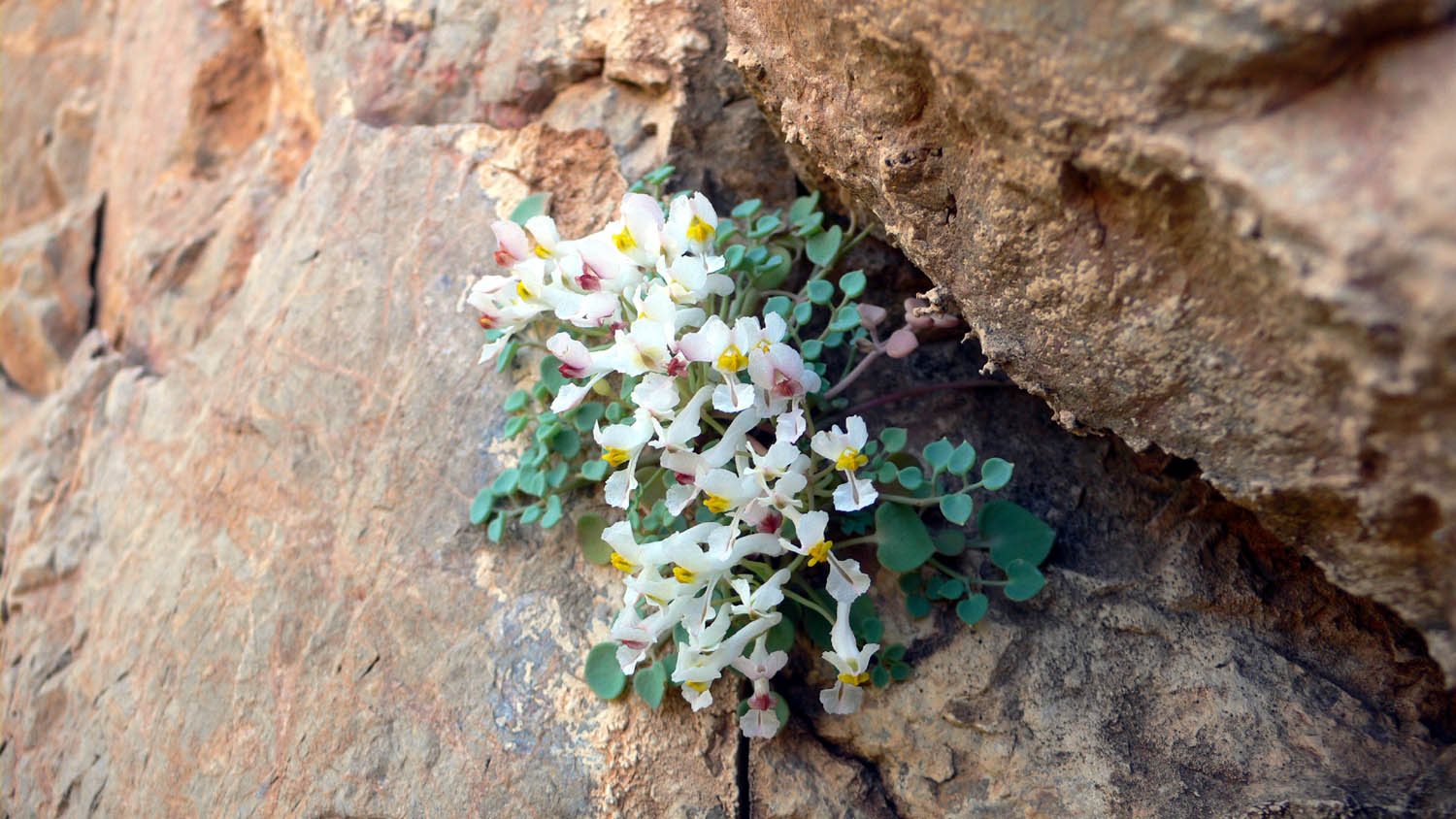